# Zofia Czeska-Maciejowska
Blahoslavená Zofia Czeska-Maciejowska (1584, Budziszowice – 1. dubna 1650, Krakov) byla polská římskokatolická řeholnice a zakladatelka Sester od Uvedení přesvaté Bohorodice. Katolická církev ji uctívá jako blahoslavenou.

## Život
Narodila se roku 1584 v Budziszowicích jako jedna z devíti dětí Mateusze Maciejowského a Katarzyny Lubowiecké. Patřili do měšťanské šlechty.
Když jí bylo 16 let, provdala se za Jana Czesku. V 18 letech vstoupila do charitativního Bratrství milosrdenství Panny Marie Bolestné v Krakově. Roku 1626 jako bezdětná ovdověla. V této době se u ní probudila touha k zasvěcenému životu. V Krakově z vlastních financí zřídila školu pro chudé dívky s názvem Panenský dům Uvedení přesvaté Bohorodice. Až do konce svého života se věnovala pedagogické službě, plnila povinnosti nadřízeného a učitele. Zofia se rozhodla o postupné vytvoření nové kongregace Sester od Uvedení přesvaté Bohorodice. Úplného zřízení kongregace se Zofia nedožila.
Zemřela 1. dubna 1650 v Krakově. Pohřbena byla v kostele Nanebevzetí Panny Marie v Krakově. Asi po 43 letech získala kongregace lebku své zakladatelky, která je umístěna v postranní kapli v kostele sv. Jana Křtitele a Jana Evangelisty v Krakově.

## Proces blahořečení
Dne 1. dubna 1995 byl v arcidiecézi Krakov zahájen její proces blahořečení. Dne 27. června 2011 uznal papež Benedikt XVI. její hrdinské ctnosti.
Dne 20. prosince 2012 uznal papež zázrak uzdravení na její přímluvu. Blahořečena byla 9. června 2013.